# Niphona longicornis
Niphona longicornis là một loài bọ cánh cứng trong họ Cerambycidae.